# 小野寅吉

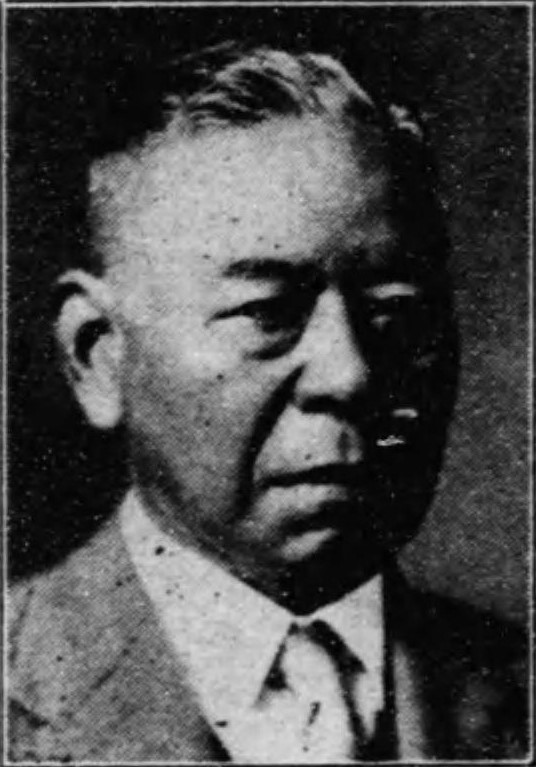
小野寅吉

小野 寅吉（おの とらきち、1867年1月25日（慶應2年12月10日） - 1947年〈昭和22年〉3月17日）は、日本の政治家。衆議院議員（4期）、愛媛県会議長、愛媛県新居郡高津村長。

## 経歴
愛媛県新居郡沢津村（高津村を経て現新居浜市沢津町）で、篤農家・小野嘉平の長男として生まれる。1879年（明治12年）泉川の遠藤石山の稽崇館に入り漢学を修めた。家督を相続して農業を営む。
1893年（明治26年）高津村会議員となり、1897年（明治30年）高津村助役に就任。1908年（明治41年）高津村長となり1928年（昭和3年）まで在任。水資源確保のため吉岡泉を掘削し、西条農業学校(現・愛媛県立西条農業高等学校)の設立に尽力した。
その他、新居郡会議員、同参事会員、愛媛県会議員、同参事会員、同議長、蚕糸業中央会議員、帝国農会議員、愛媛県農会議員、同蚕種配給統制組合長、宇新米種煙草耕作連合組合長、帝国水産会議員、東予蚕種(株)社長、東予製氷(株)取締役となる。
1924年の第15回衆議院議員総選挙において愛媛4区(小選挙区制)から政友本党公認で立候補して初当選。1928年の第16回衆議院議員総選挙で愛媛2区(当時)から立憲民政党公認で立候補して再選。1930年の第17回衆議院議員総選挙と1932年の第18回衆議院議員総選挙は不出馬。1936年の第19回衆議院議員総選挙で復帰。1937年の第20回衆議院議員総選挙で再選した。1942年の第21回衆議院議員総選挙には立候補せず引退した。1947年死去。

## 親族
- 長男 小野馣（新居浜市長）[2][4]